# Bóg Ojciec (witraż Stanisława Wyspiańskiego)
Bóg Ojciec, znany także pod nazwą Stań się – secesyjny witraż  z 1904 roku wykonany według projektu Stanisława Wyspiańskiego, znajdujący się w kościele franciszkanów pw. św. Franciszka w Krakowie, w zachodniej ścianie nawy.

## Historia
W 1850 kościół franciszkanów w Krakowie został zniszczony przez pożar. Spaleniu uległ dach, a sklepienia i ściany prezbiterium oraz transeptu zostały znacznie uszkodzone. Odbudowa kościoła odbywała się pod kierunkiem architekta Karola Kremera. Zgodnie z ideą Kremera celem restauracji było dążenie do przywrócenia kościołowi jednolitego charakteru w gotyckim stylu. W trakcie prac m.in. odtworzono okna w prezbiterium (które były częściowo zamurowane) i w transepcie, uzyskały one pierwotny, ostrołukowy kształt, wykuto również wielkie okno nad chórem muzycznym (1860).
W 1893 gwardian Samuel Rajss wystosował apel do wiernych z prośbą o fundusze na przerobienie okien kościelnych, ze względu na ich zniszczenia i przeciągi, które przez to tworzą się w kościele. W ramach prac zaplanowano zamontowanie w oknach witraży (wcześniej oszklone były kolorowymi, geometrycznymi szybkami). Pierwsze witraże zamontowano w 1899, sześć z nich zaprojektował Stanisław Wyspiański. Wtedy był już gotowy projekt witraża Bóg Ojciec. Dostarczony wraz z innymi projektami do pracowni witrażowniczej w Innsbrucku (Tiroler Glasmalerei und Mosaikanstalt) nie był on jednak wówczas przedmiotem zamówienia. Realizacja witraża przedłużała się m.in. ze względu na zmiany przełożonych zakonu franciszkanów. W 1900 franciszkanie wystąpili do pracowni witrażowniczej o zwrot szkicu. Ostatecznie zamówienie na witraż Bóg Ojciec złożono w 1902. W 1903 Wyspiański wykonał nowe szkice (wcześniejszy został uszkodzony), a w 1904 dokonał ostatecznego doboru szkieł (zgodnie z relacją prof. Juliana Pagaczewskiego Wyspiański dobierał szkła w sali Muzeum Narodowego w Sukiennicach). 21 października 1904 rozpoczął się montaż witraża w kościele.
Szkice witraża obecnie przechowywane są w Muzeum Narodowym w Krakowie.
Podczas II wojny światowej, w sierpniu 1944,  witraże Bóg Ojciec, św. Franciszek oraz Bł. Salomea zostały zdemontowane i umieszczone w skrzyniach w klasztorze, dzięki czemu przetrwały wojnę bez większych uszkodzeń. W 1952 wszystkie trzy witraże zostały poddane pracom konserwatorskim i z powrotem zamontowane w kościele.
Ponowna konserwacja witraża Bóg Ojciec miała miejsce w latach 80. XX wieku.

## Opis
Bóg przedstawiony jest w momencie aktu tworzenia.  Jego wygięta figura inspirowana jest postacią Jezusa Chrystusa z Sądu Ostatecznego Michała Anioła. Postać Stwórcy jest pełna ekspresji, Bóg unosi się w przestrzeni, na jego twarzy widoczny jest wysiłek, a szata wygląda jak targana wiatrami. Uniesiona lewa ręka podkreśla panowanie Stwórcy na żywiołami, prawa ujarzmia siły natury: żywioł wody i wyłaniającego się z niego ognia, przedstawione w dolnej części witraża.
W witrażu dominują błękity, zielenie i fiolety oraz pasma barwy żółtej i różowej, podkreślające energię towarzyszącą procesowi tworzenia.